# Shizhu
Shizhu (en chino, 石柱; pinyin, Shízhù) es un condado-autónomo, bajo la administración del municipio de Chongqing, en el centro de la República Popular China. Limita al oeste con provincia de Hubei y al este con el río Yangtsé. Está ubicada a 29°39′-30°32′ Norte y 107°59′-108°34′, Este. Su área es de 3012.51 km² y su población en 2006 fue de 520 mil.

## Administración
El condado autónomo de Shízhu se divide en 10 poblados y 20 aldeas.

## Toponimia
Shizhu significa literalmente "los pilares de piedra", recibe ese nombre debido a dos gigantes columnas de piedra ubicadas en las montañas Wanshou. Las dos piedras fueron alguna vez pareja en una historia de amor nativa , ellos pelearon para hacer libre su amor, pero murieron trágicamente y regresaron en forma de piedra , parados frente a frente en la montaña y así no separarse de nuevo.
Como las otras regiones autónomas, se caracteriza por estar asociada a un grupo étnico minoritario, en este caso, los tujia. La región recibió la condición de "autónomo" cuando se estableció el Condado autónomo tujia de Shizhu en 1984.

## Flora y fauna
Los bosques cubren el 10.97% del área total del condado autónomo. Hay variedades de géneros de árboles como el Metasecuoya , el Ginkgo, Morus, entre otros. También existen variedades de árboles por sus frutos como el Tung. La zona cuenta con más de 170 variedades de vida salvaje como tigres, leopardos, Lutrinae y jabalíes. Se pueden encontrar más de 10 variedades de champiñones y hierbas de medicina china. Más de 20 variedades de minerales han sido encontrados, tales como carbón, gas natural, cobre, hierro, plata, cadmio, plomo, oro y barita.

## Embalse de las tres gargantas
Varias zonas del condado están ubicados en la presa de las tres gargantas como son, 4 poblados y 26 villas inundando 4.6% de la superficie total . Las personas tuvieron ser evacuadas y situadas en otro lugar. El costo es de 272 millones de yuanes.